# Tanja Mildenberger
Tanja Mildenberger (* 27. September 1976 in Germersheim) ist eine deutsche Verwaltungsjuristin und politische Beamtin. Sie ist seit 2023 Staatssekretärin in der Berliner Senatsverwaltung für Finanzen.

## Leben

### Ausbildung
Tanja Mildenberger studierte von 1995 bis 2000 Rechtswissenschaften an der Philipps-Universität Marburg. Sie absolvierte das Rechtsreferendariat am Oberlandesgericht Karlsruhe.

### Laufbahn
Mildenberger trat 2003 in die Bundesfinanzverwaltung bei der Oberfinanzdirektion Koblenz in der Zoll- und Verbrauchsteuerabteilung in Neustadt an der Weinstraße ein. Im Jahr 2004 wechselte sie als Referentin im Referat für Zollfahndungsdienst, Fach- und Dienstaufsicht, Personal und Organisation in das Bundesministerium der Finanzen. Sie wechselte 2007 erneut, diesmal als Referentin im Referat für Personal/Organisation/Gesetzgebung für den Bundesnachrichtendienst in das Bundeskanzleramt, wo sie von 2007 bis 2011 als persönliche Referentin und stellvertretende Büroleiterin des Chefs des Bundeskanzleramtes unter Thomas de Maizière (CDU) und Ronald Pofalla (CDU) arbeitete. 
Im Bundeskanzleramt avancierte sie 2011 zur Leiterin des Kabinett- und Parlamentsreferates und übte die Tätigkeit bis 2015 aus, ehe sie 2016 als Leiterin der Unterabteilung für Zoll, Verbrauchsteuern, Luftverkehrsteuer, Kraftfahrzeugsteuer, Internationale Zollzusammenarbeit in das Bundesfinanzministerium zurückkehrte. Dort war sie im Amt einer Ministerialdirektorin vom 1. August 2018 bis 2023 Leiterin der Abteilung für Zoll, Umsatzsteuer, Verbrauchsteuern im Bundesministerium der Finanzen. Sie folgte 2018 auf Colette Hercher, die zur Präsidentin der Generalzolldirektion ernannt wurde. Mildenberger wurde im Januar 2023 unter Bundesminister Christian Linder (FDP) in den einstweiligen Ruhestand versetzt.
Mit Wirkung vom 2. Mai 2023 wurde sie unter Senator Stefan Evers (CDU) zur Staatssekretärin in der Berliner Senatsverwaltung für Finanzen ernannt. Sie ist zuständig für den Haushaltsbereich und die Angelegenheiten der Steuerverwaltung.